# Martin Prázdnovský
Martin Prázdnovský (né le 22 octobre 1975 à Streda nad Bodrogom) est un coureur cycliste slovaque.

## Palmarès
- 2004[1]
  - 1re étape de Košice-Tatras-Košice
  - 3e étape du Tour du Frioul-Vénétie julienne
  - 1re étape du Tour de Hongrie
  - 2e du Grand Prix Kooperativa
  - 3e du Grand Prix Bradlo
  - 3e du Tour de Hongrie
- 2005
  -  Champion de Slovaquie sur route
  - Grand Prix cycliste de Gemenc :
    - Classement général
    - Prologue et 2e étape

  - Classement général du Tour de Slovaquie
  - Tour de Bulgarie :
    - Classement général
    - 1re étape

  - 2e du Tour de Turquie
  - 2e du Grand Prix Sunny Beach
  - 2e du Tour de Hongrie
- 2006
  - Grand Prix cycliste de Gemenc :
    - Classement général
    - Prologue et 2e étape

  - Classement général du Tour cycliste de Guadeloupe
- 2008
  - Tour de Sebnitz
  - 3e du championnat de Slovaquie sur route
- 2009
  - 3e étape du Tour de Bulgarie

## Classements mondiaux
| Année           | 2005 | 2006 | 2007 | 2008 | 2009 |
| --------------- | ---- | ---- | ---- | ---- | ---- |
| UCI Europe Tour | 13e  | 62e  |      | 556e | 369e |